# Adrian Palmer (4e baron Palmer)
Pour les articles homonymes, voir Palmer (patronyme).
Adrian Bailie Nottage Palmer, 4e baron Palmer (né le 8 octobre 1951 et mort le 10 juillet 2023), est un aristocrate britannique, propriétaire terrien en Écosse. 
Lord Palmer succède à son oncle dans la pairie en 1990, et est l'un des 90 pairs héréditaires élus pour rester à la Chambre des lords après l'adoption de la House of Lords Act 1999 ; il siège en tant que crossbencher,.

## Biographie

### Jeunesse
Adrian Palmer est le fils du colonel Gordon Palmer, un fils cadet d'Ernest Palmer, 2e baron Palmer de son mariage avec Lorna Eveline Hope Bailie. Il fait ses études au Collège d'Eton puis à l'Université d'Édimbourg, où il reçoit un certificat en pratique agricole en 1979.

### Carrière
Adrian Palmer est apprenti dans la célèbre biscuiterie de sa famille, Huntley and Palmers Ltd, à Reading, puis travaille comme directeur des ventes en Belgique et au Luxembourg, entre 1974 et 1977.
De 1977 à 1986, il est le représentant écossais auprès de l'Organisation européenne des propriétaires fonciers (ELO). Il est membre du conseil exécutif de la Historic Houses Association de 1981 à 1999 et du conseil de la Scottish Landowners' Federation de 1986 à 1992. Entre 1989 et 2005, il est également secrétaire de la Royal Caledonian Hunt. Pour la Historic Houses Association for Scotland, Lord Palmer est vice-président en 1993 et 1994, et président entre 1994 et 1999.
Adrian Palmer est également président de Palm Tree Silk Co à Sainte-Lucie, de l'Association britannique des biocarburants et des huiles (BABFO) et de la division des transports de la Renewable Energy Authority. Il est membre du National Farmers Union of Scotland et depuis 1994 président du Country Sports Defence Trust. Entre 1990 et 1996, il est membre de la Royal Company of Archers.
Adrian Palmer vivait à Manderston (Duns, Berwickshire).

### Famille
Le 7 mai 1977 à Haileybury (Hertfordshire), Adrian Palmer épouse Cornelia Dorothy Katharine, fille de RN Wadham, de Newmarket. Ils divorcent en 2004. Ensemble, ils ont trois enfants, deux fils et une fille :
1. Hugo Bailie Rohan Palmer (né le 5 décembre 1980), 5e baron Palmer
2. Edwina Laura Marguerite Palmer (née le 20 février 1982)
3. George Gordon Nottage Palmer (né le 17 novembre 1985)

Lord Palmer se remarie en 2006 à Loraine McMurrey, une héritière de Houston, et divorce en 2013.